# Lill-Sundsjön (naturreservat)
Lill-Sundsjön är ett naturreservat i Sundsvalls kommun i Västernorrlands län.
Området är naturskyddat sedan 1994 och är 15 hektar stort. Reservatet ligger nordost om Lill-Sundsjön och består av tallnaturskog och mindre våtmarker.